# Рухлядьев, Александр Игнатьевич
Алекса́ндр Игна́тьевич Рухля́дьев (11 марта 1915, Рябиновщина, Вятская губерния — 1 февраля 1945, Пасленк, Варминско-Мазурское воеводство) — старший лейтенант Рабоче-крестьянской Красной Армии, участник Великой Отечественной войны, Герой Советского Союза (1945).

## Биография
Александр Рухлядьев родился 11 марта 1915 года в деревне Рябиновщина (ныне — Нолинский район Кировской области). После окончания неполной средней школы работал слесарем. В 1937—1939 годах служил в Рабоче-крестьянской Красной Армии, участвовал в боях советско-финской войны. В 1940 году повторно призван в армию, окончил командирские курсы. С марта 1942 года — на фронтах Великой Отечественной войны.
К январю 1945 года старший лейтенант Александр Рухлядьев командовал танковой ротой Т-34 1-го танкового батальона 31-й танковой бригады (29-го танкового корпуса, 5-й гвардейской танковой армии, 2-го Белорусского фронта). Отличился во время освобождения Польши. 18 января 1945 года рота Рухлядьева захватила железнодорожную станцию Зольдау (ныне — Дзялдово), а затем в числе первых вошла в Эльбинг (ныне — Эльблонг). В тех боях Рухлядьев лично уничтожил несколько танков и один БТР противника. 1 февраля 1945 года рота Рухлядьева, зайдя во вражеский тыл во время боёв за город Пройсиш-Холланд, нанесла противнику большие потери. В тех боях Рухлядьев с товарищами уничтожил 12 БТР, 10 автомашин, 2 тяжёлых артиллерийских орудия, 1 дзот и более 50 солдат и офицеров противника, но и сам получил смертельное ранение, от которого скончался в тот же день. Похоронен в районе города Пасленк.
Указом Президиума Верховного Совета СССР от 29 июня 1945 года за «образцовое выполнение заданий командования и проявленные мужество и героизм в боях с немецкими захватчиками» старший лейтенант Александр Рухлядьев посмертно был удостоен высокого звания Героя Советского Союза.

## Награды
- Герой Советского Союза (орден Ленина и медаль «Золотая Звезда»; 29.6.1945)[2][3]
- орден Красного Знамени (28.7.1942)[4]
- орден Отечественной войны 1-й степени (17.8.1944)[1][5],